# 竹林书斋
竹林书斋，位于中国广东省揭阳市普宁市里湖镇竹林村，为普宁市的一个市级文物保护单位，类型为近现代重要史迹及代表性建筑，公布时间为1961年。
竹林书斋的历史年代为解放战争时期。